# T-pattern

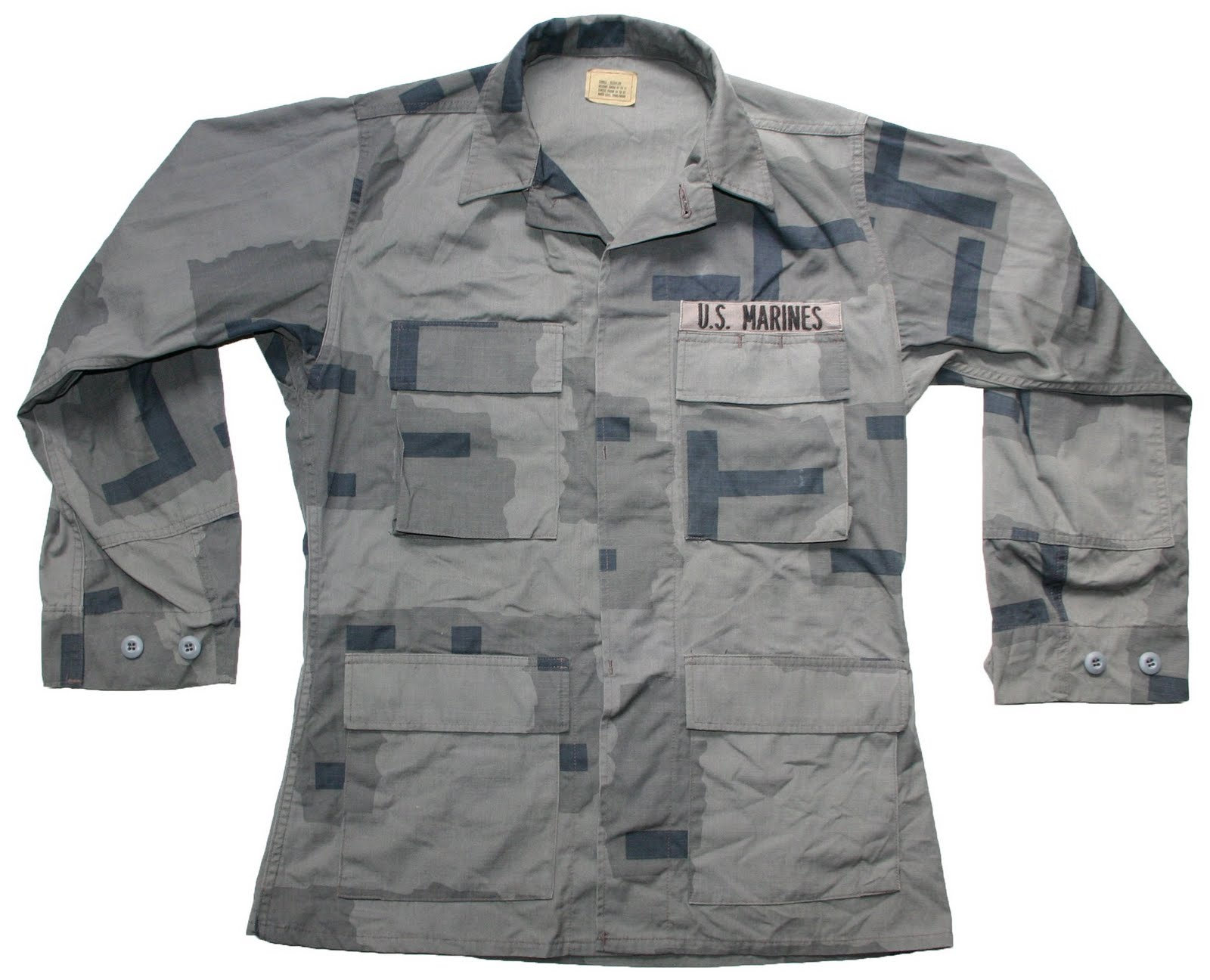
Bluza BDU w kamuflażu T-pattern

T-pattern (Camouflage T, Urban Camouflage Pattern) - eksperymentalny kamuflaż miejski testowany przez US Marines w roku 1999. Wzór jest dość charakterystyczny - na szarym tle występują plamy w kształcie liter T. Stąd popularna lecz nieoficjalna nazwa.
Kamuflaż był testowany podczas ćwiczeń Urban Warrior (mających przygotować do walki w mieście). Po tych ćwiczeniach nigdy ponownie już ich nie użyto. W tym kamuflażu wyprodukowano mundury BDU (z tkaniny rip-stop), kapelusze polowe, pokrowce na hełmy i kamizelki PASGT.